# Viroqua
Viroqua és una població dels Estats Units a l'estat de Wisconsin. Segons el cens del 2000 tenia 4.335 habitants.

## Demografia
Segons el cens del 2000, Viroqua tenia 4.335 habitants, 1.990 habitatges, i 1.112 famílies. La densitat de població era de 511,9 habitants per km².
Dels 1.990 habitatges un 24,5% hi vivien nens de menys de 18 anys, un 43,6% hi vivien parelles casades, un 9,3% dones solteres, i un 44,1% no eren unitats familiars. En el 39,5% dels habitatges hi vivien persones soles el 22,7% de les quals corresponia a persones de 65 anys o més que vivien soles. El nombre mitjà de persones vivint en cada habitatge era de 2,1 i el nombre mitjà de persones que vivien en cada família era de 2,81.
Per edats la població es repartia de la següent manera: un 21,4% tenia menys de 18 anys, un 7,5% entre 18 i 24, un 23,3% entre 25 i 44, un 21,6% de 45 a 60 i un 26,2% 65 anys o més.
L'edat mediana era de 44 anys. Per cada 100 dones de 18 o més anys hi havia 77,8 homes.
La renda mediana per habitatge era de 28.804 $ i la renda mediana per família de 35.475 $. Els homes tenien una renda mediana de 29.589 $ mentre que les dones 20.046 $. La renda per capita de la població era de 17.172 $. Aproximadament el 9,8% de les famílies i el 12,9% de la població estaven per davall del llindar de pobresa.

## Poblacions més properes
El següent diagrama mostra les poblacions més properes.